# Froduald Karamira
Froduald Karamira (14 d'agost de 1947 - 24 d'abril de 1998) va ser un polític ruandès declarat culpable de crims en organitzar la implementació del genocidi ruandès de 1994. Va ser sentenciat a mort per un tribunal de Ruanda i va ser un dels últims 24 individus executats per Ruanda.
El 23 d'octubre de 1993 després de l'assassinat de president Melchior Ndadaye, Karamira va pronunciar un discurs públic durant el qual va encunyar el concepte de "poder hutu" sent uns mètodes similars a la Alemanya nazi. Va fer una crida a poble Hutu "a aixecar-se i prendre les mesures necessàries", i "buscar dins de nosaltres mateixos a l'enemic que està entre nosaltres" sent un dels detonants per a la posterior matança ètnica.